# Philogenia augusti
Philogenia augusti – gatunek ważki z rodziny Philogeniidae. Występuje w Ameryce Centralnej; stwierdzony na dwóch stanowiskach w Panamie.